# Petruskirche (Bremerhaven-Grünhöfe)

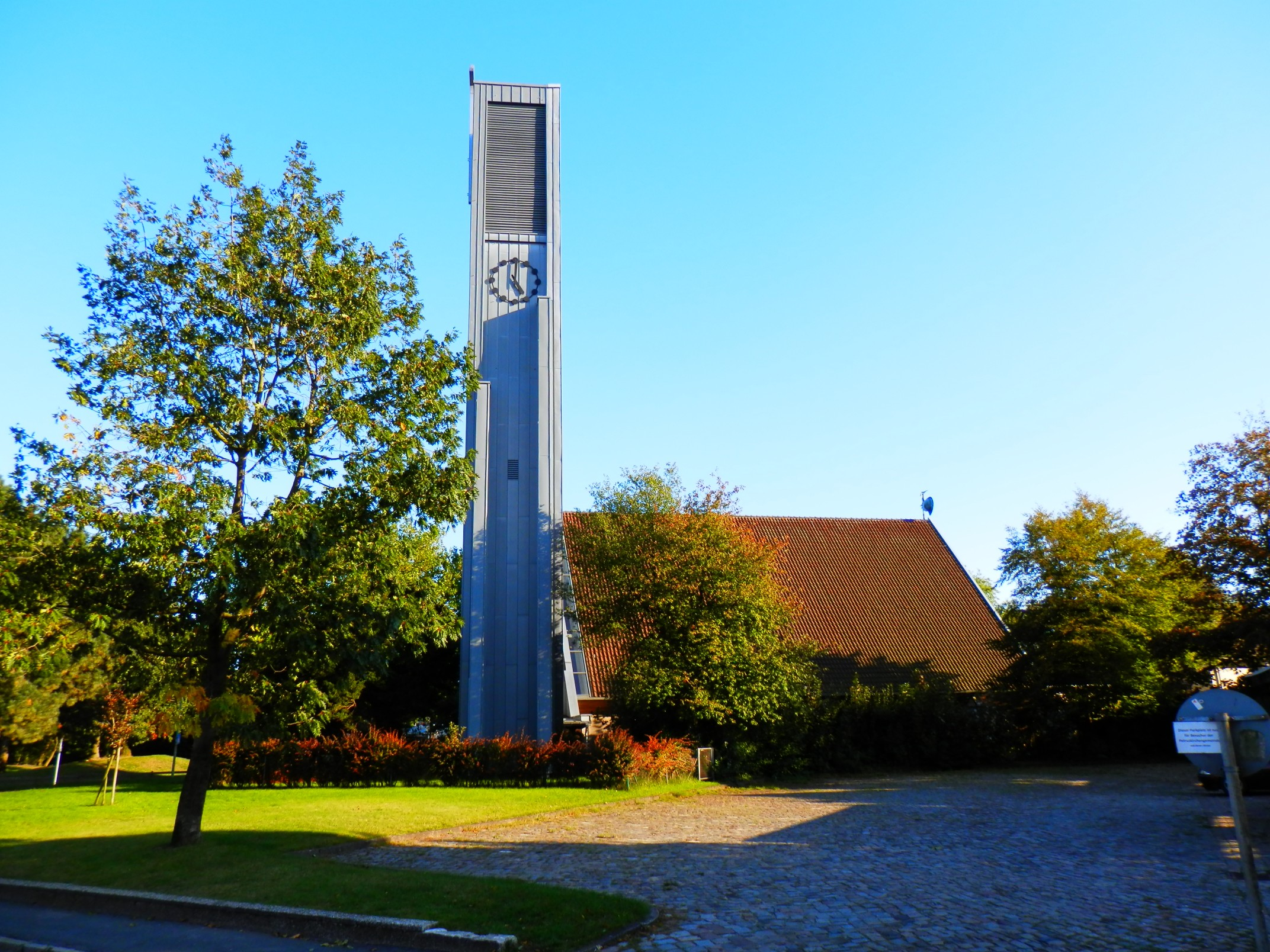
Petruskirche Grünhöfe

Die evangelisch-lutherische Petruskirche in Bremerhaven-Geestemünde, Ortsteil Grünhöfe, Haberstraße 12–18 und Braunstraße 10, entstand nach Plänen von Carsten Schröck und Gerd Krüger. 
Das Ensemble steht seit 1984 unter Bremer Denkmalschutz.

## Geschichte
1954 entwarf der Städtebauer Ernst May, Planungsleiter der Neue Heimat Hamburg, die Großsiedlung Bremerhaven-Grünhöfe für fast 10.000 Menschen.
Die ev.-luth.-Petrus-Gemeinde, die damals fünfte Geestemünder Pfarrstelle, baute 1957/1960 im neuen Ortsteil das Gemeinde- und das Pfarrhaus nach Plänen von Gerd Krüger.
Die Petruskirche entstand von 1965 bis 1967 nach Plänen von Carsten Schröck, Bremen. Schröck hat zahlreiche Kirchen im Land Bremen entworfen. Ihm gelang, so die Landesdenkmalpflege, „nicht nur ein künstlerisch herausragender Entwurf einer Kirche, sondern er verband mit dem Neubau auch die bereits bestehenden Bauten zu einem stimmigen Gesamtbild.“ Das Kirchenschiff besteht aus einem großen, vom Boden aufstrebenden Satteldach, lichtdurchflutet an der geraden Altarwand aus Beton und an den unteren Seiten.
Heinz Lilienthal, Bremen, gestaltete 1957 die Glasfenster im Gemeindesaal. Der Bildhauer Gerhart Schreiter, Bremen, entwarf 1967 den Zyklus des Betonreliefs an der Altarwand in der Kirche.
Die Orgel von 1971 stammt von Alfred Führer, hat 17 Register über zwei Manuale und Pedal.